# Człuchy
Człuchy (kaszb. Człëchë lub Człëchi, słowiń. Člȧ̃χi̯ lub Člȧ̃χɵvɵ, niem. Schlochow) – stara wieś słowińska w Polsce położona w województwie pomorskim, w powiecie słupskim, w gminie Smołdzino nad Łupawą.
W 2011 roku wieś zamieszkiwało 51 osób.

## Położenie
Wieś położona jest na Pomorzu Wschodnim, kilometr na północny zachód od wsi Smołdzino, około 26 kilometrów na północny wschód od Słupska i około 99 kilometrów na zachód od stolicy województwa Gdańska.
W latach 1975–1998 miejscowość administracyjnie należała do województwa słupskiego.

## Nazwa
Nazwa, wzmiankowana po raz pierwszy w 1383, ma genezę słowiańską i charakter rodowy. Wywodzi się od nazwy osobowej Słuch. Friedrich Lorentz odnotowuje różne formy nazwy w lokalnych gwarach słowińskich:
- starsza Člȧ̃χ̌ĭ, Člä̀·χ̌ĭ – z wariantami nazw mieszkańców Člȧ̃šȯu̯n : Člä̀·šȯu̯n, Člȧ̃šȯu̯nkă : Člä̀·šȯu̯nkă „człuszanin, człuszanka”[6],
- nowsza Člȧ̃χɵvɵ, Člä̀·χɵvɵ – z wariantami nazw mieszkańców: Člȧ̃χɵvjȯu̯n : Člä̀·χɵvjȯu̯n, Člȧ̃χɵvjȯu̯nkă : Člä̀·χɵvjȯu̯nkă „człuchowianin, człuchowianka”[6].

Niemiecka nazwa Schluchow jest adaptacją nowszego wariantu nazwy słowińskiej.
Rada Języka Kaszubskiego proponuje kaszubską formę nazwy Człëchë.

## Historia
Na początku XIV wieku Człuchy należały do rozległych majątków Petera von Neuenburg, ówczesnego wojewody Słupska (Stolp), potomka pomorskiego rodu hrabiów, któremu historycy nadali przydomek Święcowie (od najstarszego członka rodu znanego z imienia, Święca, kasztelan Słupska). Przypuszczalnie Człuchy był starsze i prawdopodobnie miały wówczas większe znaczenie niż sąsiednia wieś Smołdzino (Schmolsin). Po przynależności Człuch do Księstwa Pomorskiego przed 1648 rokiem była to jedna z tzw. wsi królewskich w czasach pruskich. Podlegał on urzędowi Słupska, a później urzędowi Smołdzina. Wieś miała charakter zaułka. Około 1784 roku w Człuchach było pięciu rolników, w tym sołtys, i łącznie pięć gospodarstw.
W 1925 roku w Człuchach znajdowało się 18 budynków mieszkalnych. W 1939 roku mieszkało tam 67 osób w 18 gospodarstwach domowych, a sołectwo liczyło łącznie 17 gospodarstw rolnych.
Przed 1945 rokiem Człuchy należały do okręgu Smołdzino w powiecie Słupsk, rejencja Koszalin (Köslin), w województwie pomorskim. Powierzchnia gminy wynosiła 208 hektarów. Człuchy były jedynym miejscem zamieszkania w sołectwie.
Pod koniec II wojny światowej, 8 marca 1945 roku wieś zajęła Armia Czerwona. 10 marca 1945 we wsi utworzono sowieckie biuro komendanta. Ponieważ wieś znajdowała się w rosyjskim obszarze zastrzeżonym nad Morzem Bałtyckim, wszyscy mieszkańcy musieli ją tymczasowo opuścić od końca marca do czerwca 1945. Po ewakuacji Człuch przez Armię Czerwoną na początku 1946 roku wieś zajęła Polska. Nazwę Schlochow przemianowano na Człuchy. Niemieccy mieszkańcy zostali następnie wydaleni.
Później zidentyfikowano 10 mieszkańców wsi, w Republice Federalnej Niemiec i 39 w NRD.
Wieś należy obecnie do powiatu słupskiego, województwa pomorskiego (do 1998 roku województwo słupskie).

## Religia
Ludność mieszkająca w Człuchach przed 1945 rokiem była protestancka. W XVIII wieku Człuchy należały do parafii Gardna Wielka (Groß Garde). Później wieś przeszła do parafii Smołdzino i tym samym należała do okręgu kościelnego Stolp-Altstadt.